# راي هاموند
راي هاموند (بالإنجليزية: Ray Hammond)‏ هو كاتب ومستقبلي وصحفي بريطاني، ولد في 1948 في لندن في المملكة المتحدة.